# Lộc Thành, Đồng Nai
Lộc Thành là một xã thuộc tỉnh Đồng Nai, Việt Nam.

## Địa lý và hành chính
Xã Lộc Thành có diện tích 114,96 km², dân số năm 2005 là 5.749 người, mật độ dân số đạt 50 người/km². Xã chia thành các ấp như Thạnh Biên, Thạnh Cường, Thạnh Tân, Bình Tân 2, Cần Dực, Tịnh Biên, Tân Bình 1, Kliêu, Tà Tề 2, Tân Mai, Thuận Phú, Lộc Bình 1, Thạnh Trung

## Văn hóa
Trên địa bàn xã có dự án khu di tích lịch sử và du lịch sinh thái Bộ chỉ huy miền Tà Thiết. Quy mô của dự án có tổng diện tích 3.854,6 ha, bao gồm 6 phân khu chính: Phân khu vùng lõi di tích lịch sử 450 ha, khu du lịch dịch vụ và khu tái hiện Bình Phước thu nhỏ 425 ha, khu vườn cây trái Nam bộ 180 ha, khu bảo vệ và phát triển rừng tự nhiên 545 ha, khu đầu tư phát triển cao su với diện tích gần 1.400 ha.